# Franklin Landers

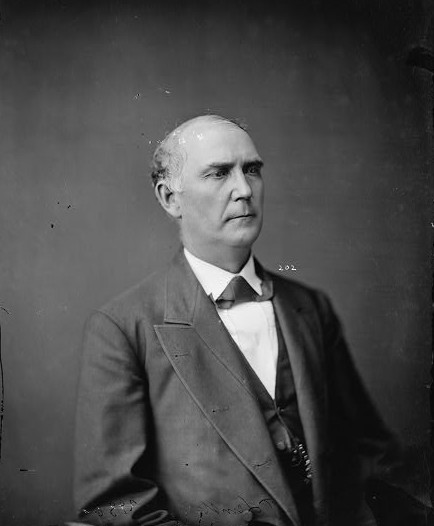
Franklin Landers

Franklin Landers (* 22. März 1825 bei Landersdale, Morgan County, Indiana; † 10. September 1901 in Indianapolis, Indiana) war ein US-amerikanischer Politiker. Zwischen 1875 und 1877 vertrat er den Bundesstaat Indiana im US-Repräsentantenhaus.

## Werdegang
Franklin Landers besuchte die öffentlichen Schulen seiner Heimat und arbeitete danach für einige Zeit selbst als Lehrer. Später war er zusammen mit seinem Bruder in Waverly im Handel tätig. Landers war auch an der Gründung der Stadt Brooklyn beteiligt. Auch dort arbeitete er im Handel. Außerdem engagierte er sich auf dem Gebiet der Viehzucht. Politisch war Landers Mitglied der Demokratischen Partei. Zwischen 1860 und 1864 saß er im Senat von Indiana. Ab 1865 war er in Indianapolis ansässig, wo er im Kurzwarenhandel beschäftigt war. Im Jahr 1873 leitete er ein Schlachthaus.
Bei den Kongresswahlen des Jahres 1874 wurde Landers im siebten Wahlbezirk von Indiana in das US-Repräsentantenhaus in Washington, D.C. gewählt, wo er am 4. März 1875 die Nachfolge von Thomas J. Cason antrat, der in den neunten Distrikt wechselte. Da er im Jahr 1876 nicht bestätigt wurde, konnte er bis zum 3. März 1877 nur eine Legislaturperiode im Kongress absolvieren. Im Jahr 1880 kandidierte Landers für das Amt des Gouverneurs von Indiana, unterlag aber knapp dem Republikaner Albert G. Porter. Ansonsten bewirtschaftete er seine Farm. Er starb am 10. September 1901 in Indianapolis.